# 남양초등학교 우도분교
남양초등학교 우도분교는 대한민국 전라남도 고흥군에 있었던 공립 초등학교이다.

## 학교 연혁
- 1960년 5월 20일 남양국민학교 우도분교장 설립인가
- 2021년 3월 1일 폐교

## 참고 자료
- 남양초등학교우도분교장 - 한국교육학술정보원 학교알리미